# 古代バルカン諸語
古代バルカン諸語（こだいバルカンしょご）は、スラヴ化する以前にバルカン半島で用いられていた印欧語族に属するとみなされる言語の総称。

## 下位分類
- 古代マケドニア語
- ダキア語
- イリュリア語
- リブルニア語
- メッサピア語
- ミュシア語（英語版）
- パイオニア語（英語版）
- フリュギア語
- トラキア語

## 唱えられている説（未証）
- アルバニア語はイリュリア語の子孫である
- ルーマニア語・南スラヴ語に古代バルカン諸語に由来する単語が見られる
- 紀元前12世紀にトラキアからアナトリアに移動したとされるフリギア人、バルカン半島から南下して現在の地域にすんでいるギリシア人（に加えてアルメニア人）は同源である。
- リブルニア語（ヴェネティ語と近いとされる）はギリシア語の一種ではない